# Destruction d'un F-117 par l'armée yougoslave
Guerre du Kosovo
Batailles
- Attaque du Prekaz
- Massacre de Račak
- Opération Force alliée
- Incidents de frontière albano-yougoslaves
- Destruction d'un F-117 par l'armée yougoslave
- Bataille de Košare (en)

La destruction d'un F-117 par l'armée yougoslave est un événement de la guerre du Kosovo qui a lieu le 27 mars 1999. Un F-117 Nighthawk, avion d'attaque au sol furtif de l'US Air Force qui participe à l'opération Force alliée, est abattu par un missile antiaérien S-125 de l'armée de la République fédérale de Yougoslavie près de Belgrade. Le pilote, qui a pu s'éjecter, est récupéré sain et sauf et évacué par une équipe de secours américaine.
L'événement provoque l'embarras des États-Unis, qui déclarent d'abord qu'il s'agissait d'un incident mécanique car cet avion était réputé indétectable mais sa furtivité se trouvait réduite par les mauvaises conditions météorologiques.
Le lieutenant-colonel serbe Zoltán Dani, qui dirigeait la batterie de missiles sol-air et qui a donné l'ordre de tir, devient un héros national dans son pays. Les Serbes célèbrent l'événement en arborant la phrase « Désolé, nous ne savions pas qu'il était invisible ! »

## Contexte
Le 24 mars 1999, pendant la guerre du Kosovo, l'OTAN lance l'opération Force alliée contre les forces armées de la Youglosavie. Cette dernière était accusée de préparer un plan de nettoyage ethnique au Kosovo, province sécessionniste peuplée en majorité de musulmans albanais, à la suite du massacre de Račak en janvier de la même année.
Cette opération se présente sous la forme d'une campagne de bombardements de sites stratégiques yougoslaves. La plupart des nations membres de l'alliance y participent. L'US Air Force y déploie l'étendue de ses capacités opérationnelles dont plusieurs F-117 Nighthawk : cet avion, développé dans le plus grand secret à partir des années 1970 par Lockheed, est révolutionnaire pour sa furtivité qui doit lui permettre de mener ses missions d'attaque au sol en échappant au radars et aux systèmes de lutte antiaérienne.

## L'incident

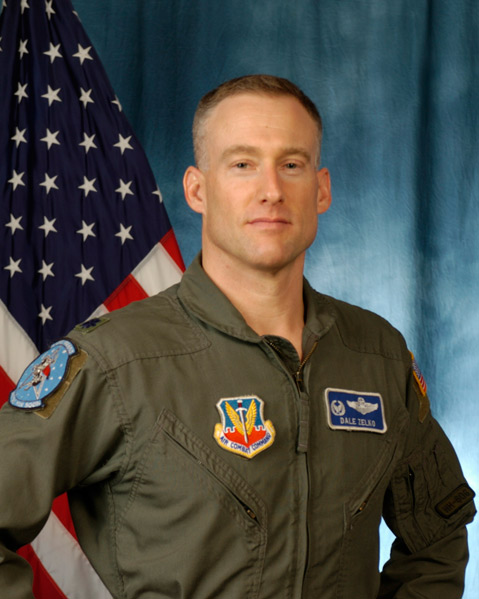
Dale Zelko pilote le F-117.

Le 27 mars 1999, trois jours après le début des frappes occidentales, le F-117 de numéro de série 82-0806 est piloté par le lieutenant-colonel Darrell Patrick Zelko, dit Dale Zelko, un pilote expérimenté et vétéran de l'opération Tempête du désert pendant la guerre du Golfe. Il est en mission au-dessus de la région de Belgrade. Là, une batterie antiaérienne équipée de systèmes S-125 modifiés et dirigée par le lieutenant-colonel Zoltán Dani le repère sur ses radars. Cette unité n'est pas là par hasard, Dani et ses hommes ont analysé les précédents passages de F-117 au-dessus de la Serbie et en ont déduit la route la plus probable que le prochain emprunterait. L'avion se trouve à ce moment-là à 23 km des Serbes et Zoltán Dani donne l'ordre de tirer deux missiles dans sa direction. Le premier rate sa cible et passe au-dessus du F-117 mais le second explose à proximité en lui causant des dommages irrémédiables.
Le F-117 entre dans une chute incontrôlable mais le pilote réussit à déclencher son siège éjectable. Tandis que son avion s'écrase près de la petite ville de Buđanovci, il appelle à l'aide sur sa radio et touche terre près de Ruma. Il se cache dans un fossé pour échapper à la capture.
Une heure plus tard à 21 h 45, cinq A-10 commandés par le chef d'escadron John Cherey décollent avec une zone de recherche de 120 km de rayon incluant cinq points estimés pour l'atterrissage du pilote. Grâce à un système unique de radiocompas dans la bande des ultra hautes fréquences (UHF), dès que le lieutenant-colonel Zelko appelle avec sa radio les A-10 déterminent son emplacement exact.  
Les Yougoslaves arrivent rapidement sur les lieux de l'accident et se mettent tout de suite à la recherche du pilote qui est finalement secouru près de huit heures plus tard par une équipe militaire américaine de recherche et sauvetage à bord de deux MH-53. Il est évacué en Italie, puis aux États-Unis,.

## Conséquences

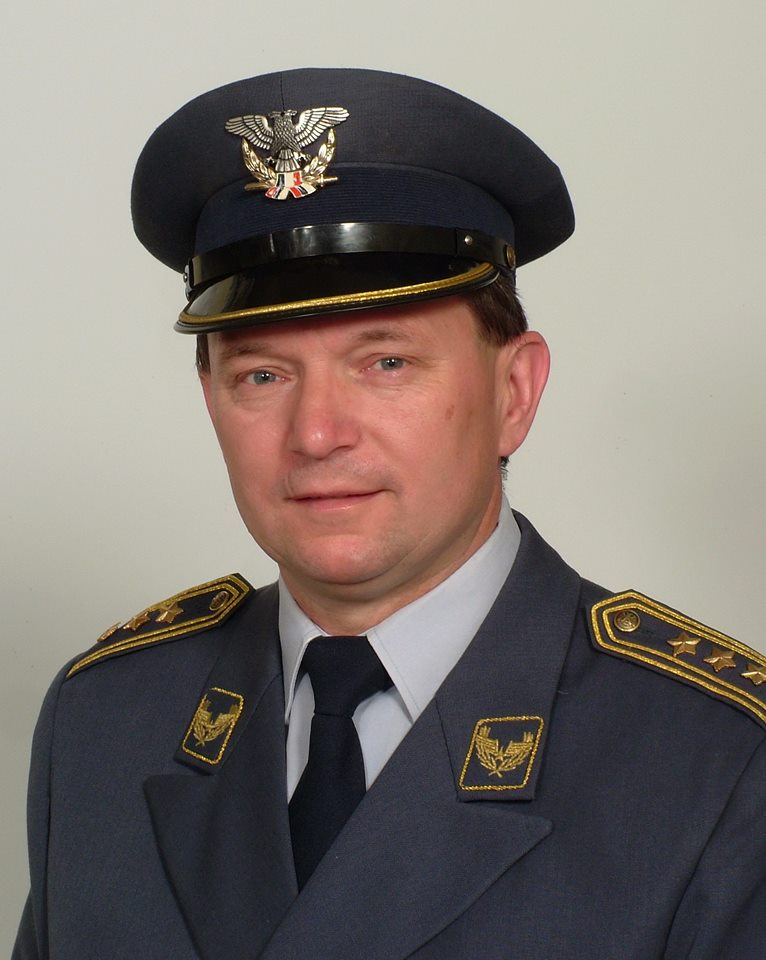
Le colonel Zoltán Dani.

L'incident est exploité par le gouvernement de Slobodan Milošević. Zoltán Dani devient un héros national. Pendant des années, les Serbes célèbrent cet événement en arborant la phrase « désolé, nous ne savions pas qu'il était invisible ! » sur des t-shirts ou des banderoles.
L'événement provoque l'embarras des États-Unis car cet avion était réputé indétectable. Ils déclarent d'abord que la perte du F-117 est due à un problème mécanique et n'admettent que plus tard qu'il a été abattu. À la surprise de beaucoup d'observateurs internationaux, ils n'essayent pas de détruire l'épave du F-117 et toutes les technologies liées à la furtivité qu'elle contient. Il semble que l'armée américaine ait considéré que la perte de cet appareil, conçu dans les années 1970, serait sans conséquences importantes. Certaines pièces de l'avion sont conservées au Musée de l'aviation à Belgrade, aux côtés de celles d'un F-16, américain lui aussi, abattu en mai 1999. D'autres pièces, ramassées par des paysans, disparaissent par la suite. Selon le témoignage de Davor Domazet-Loso, ancien chef d'État-major de l'armée croate, corroboré par Milovan Azdejkovic, ancien cadre de l'Institut militaire de Belgrade, des agents chinois parcourent la région pour acheter ces pièces aux fermiers. Ces débris auraient permis à la Chine de développer des années plus tard le J-20, leur premier chasseur furtif. Les Russes sont invités par les Serbes à observer l'épave et repartent avec une aile entière.
L'Otan a soupçonné l'armée de Yougoslavie d'utiliser un radar passif, utilisant la réflexion des ondes radio et télé ambiantes, pour détecter l'avion, mais la furtivité de celui-ci se trouvait réduite par les mauvaises conditions météorologiques.
Après son « exploit », Zoltán Dani est promu colonel puis prend sa retraite en 2004. Il devient boulanger à Kovin. Huit ans plus tard, en 2012, Dale Zelko lui rend visite en Serbie pour les besoins d'un documentaire titré The second meeting et les deux hommes établissent de très bons rapports. Ils cuisinent ensemble du pain dans la boulangerie de Dani puis visitent le Musée de l'aviation dans lequel trônent des pièces du F-117, ce qui fait dire à Zelko sur le ton de la plaisanterie : « Hé, c'est à moi ! » Il déclare également : « Je suis désolé pour votre souffrance, pour la douleur, les pertes et l'angoisse. Je suis désolé pour la guerre. » Plus tard, Dani lui rend visite à son tour dans le New Hampshire et leurs deux familles se lient d'amitié,.
Les derniers F-117 Nighthawk quittent le service actif en 2008.